# Урле
Урле (пол. Urle) — село в Польщі, у гміні Ядув Воломінського повіту Мазовецького воєводства.
Населення — 482 особи (2011).
У 1975-1998 роках село належало до Седлецького воєводства.

## Демографія
Демографічна структура станом на 31 березня 2011 року:
|          | Загалом | Допрацездатний вік | Працездатний вік | Постпрацездатний вік |
| -------- | ------- | ------------------ | ---------------- | -------------------- |
| Чоловіки | 234     | 42                 | 166              | 26                   |
| Жінки    | 248     | 34                 | 145              | 69                   |
| Разом    | 482     | 76                 | 311              | 95                   |